# Wasserstraße 45 (Stralsund)

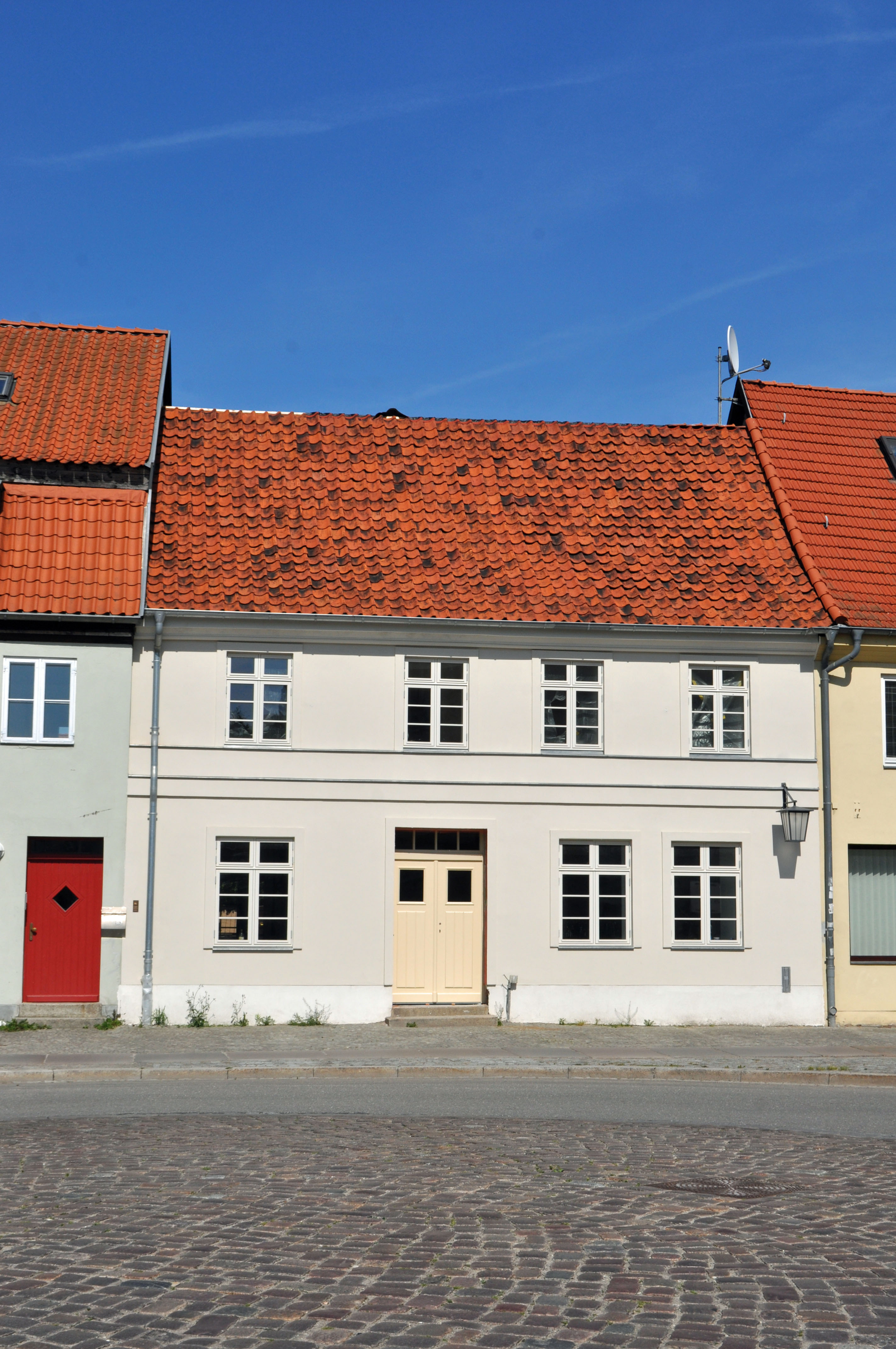
Das Haus Wasserstraße 45 in Stralsund (2013)

Das Gebäude mit der postalischen Adresse Wasserstraße 45 ist ein denkmalgeschütztes Bauwerk in der Wasserstraße in Stralsund.
Das Haus gehört zu einer kleinteiligen Reihe von sieben Gebäuden, die den Hof des Heilgeisthospitals nach Westen begrenzen. Wie die anderen sechs Häuser dieser Gebäudereihe stammt der zweigeschossige Putzbau im Kern aus dem 18. Jahrhundert.
Das Haus liegt im Kerngebiet des von der UNESCO als Weltkulturerbe anerkannten Stadtgebietes des Kulturgutes „Historische Altstädte Stralsund und Wismar“. In die Liste der Baudenkmale in Stralsund ist es mit der Nummer 784 eingetragen.